# Dammarharts

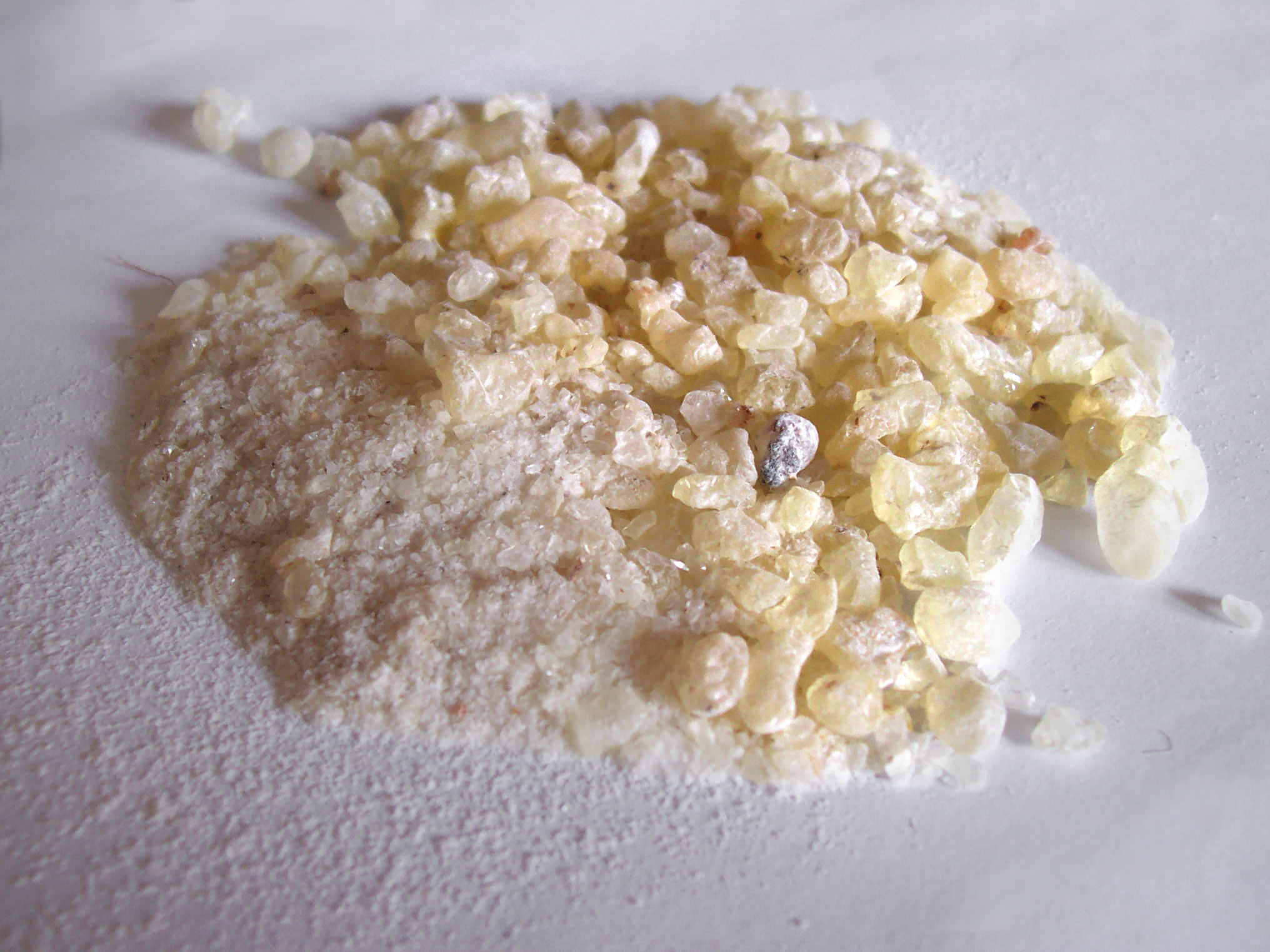
Dammarharts

Dammarharts eller Damarharts, sammanfattande benämning på olika hartser från träd tillhörandes familjen Dipterocarpaceae. Hartserna är gulaktiga eller färglösa och används i blandningar med bivax, kolofonium och paraffin som reservagemedel vid tillverkning av batik.
Namnet dammarharts har det fått från den i indiska övärlden och på Malacka växande barrträdet Agathis dammara (Dammara orientalis). Detta barrträd lämnar ett ypperligt harts. En närstående art Agathis australis, lämnar så kallad kaurikopal.

## Utvinning
De olika växterna avsöndra harts från stammen och det kan även utvinnas genom skåror på stammen.
Hartset stelnar hastigt i luft och är i färskt tillstånd klart och ljusgult. Brottet är klart och genomskinligt.